# Neuenhofe
Neuenhofe ist ein Ortsteil der Gemeinde Westheide im Landkreis Börde in Sachsen-Anhalt.

## Geografie
Neuenhofe liegt ca. 27 Kilometer nördlich der Landeshauptstadt Magdeburg. Nordöstlich der Ortschaft liegt mit dem Zackelberg die höchste Erhebung der Colbitz-Letzlinger Heide. Südlich des Dorfes liegt die Ohre und das Dorf Hillersleben.

## Geschichte
Neuenhofe ist vor über 800 Jahren aus dem neuen Hofe des Klosters Hillersleben entstanden, auf dem die Schafherden des Klosters untergebracht waren.
Am 1. Januar 2010 schlossen sich die bis dahin selbstständigen Gemeinden Neuenhofe, Born und Hillersleben zur neuen Gemeinde Westheide zusammen.

### Bürgermeister
Der ehrenamtliche Bürgermeister Hartmut Jahn war zunächst seit dem 2. Februar 2005 im Amt und trat zum 1. Oktober 2006 zurück. Von Oktober 2006 an wurde die Gemeinde von Sabine Heeger (stellvertretende Bürgermeisterin) amtierend geleitet. Bei der Wahl am 22. April 2007 wurde Hartmut Jahn mit 80,3 Prozent der Stimmen erneut zum Bürgermeister gewählt und hatte dieses Amt bis zur Auflösung der Gemeinde Neuenhofe und Gründung der Gemeinde Westheide inne.

## Wappen und Flagge
Das Wappen wurde am 27. Oktober 1994 durch das Regierungspräsidium Magdeburg genehmigt.
Blasonierung: „In Blau ein silbernes Gotteslamm mit ringförmigem Nimbus, am goldenen Kreuzstab eine silberne Fahne mit rotem Kreuz; der Bord Silber mit acht blauen vierblättrigen Blüten mit goldenen Samen.“
Die Farben sind Silber (Weiß) - Blau.
Das Wappen wurde vom Colbitzer Günther Gembalski gestaltet.
Die Flagge von Neuenhofe zeigt die Farben Weiß - Blau mit aufgelegtem Wappen.

## Kultur und Sehenswürdigkeiten
- evangelische Trinitatiskirche

## Wirtschaft und Infrastruktur

### Verkehrsanbindung
Zur Bundesstraße 71 sind es in südlicher Richtung ca. 3 km. Die Bundesautobahn 14 (Anschlussstelle Dahlenwarsleben) wird nach 13 km erreicht. Die Gemeinde ist durch die Linien der Ohrebus-Verkehrsgesellschaft an den ÖPNV angeschlossen.

## Persönlichkeiten
- Andreas Fehlhauer (1850– nach 1920), Landwirt, Politiker und Reichstagsabgeordneter
- Wolfgang Lakenmacher (1943–2023), Handballspieler und -trainer